# Pinang Baru
Pinang Baru is een bestuurslaag in het regentschap Tapanuli Tengah van de provincie Noord-Sumatra, Indonesië. Pinang Baru telt 6813 inwoners (volkstelling 2010).